# Scary Movie 4
Scary Movie 4 (bra: Todo Mundo em Pânico 4; prt: Scary Movie 4 - Que Susto de Filme!) é um filme de comédia de terror estadunidense de 2006 e o quarto filme da franquia Scary Movie, bem como o primeiro filme da franquia a ser lançado sob a bandeira da The Weinstein Company após a compra da Dimension Films pela Disney. Foi dirigido por David Zucker, escrito por Jim Abrahams, Craig Mazin e Pat Proft, e produzido por Robert K. Weiss e Craig Mazin.
O filme marca as aparições finais das principais estrelas da franquia, Anna Faris e Regina Hall (que interpretam Cindy e Brenda, respectivamente), e conclui o arco da história original. Inicialmente, este era o filme final da franquia Scary Movie, até que Scary Movie 5 foi lançado pela The Weinstein Company em 12 de abril de 2013 apresentando uma história diferente, com Simon Rex, Charlie Sheen e Molly Shannon em diferentes papéis.

## Elenco
- Anna Faris como Cindy Campbell
- Regina Hall como Brenda Meeks
- Craig Bierko como Tom Ryan
- Charlie Sheen como Tom Logan (não creditado)
- Simon Rex como George Logan
- Leslie Nielsen como presidente Baxter Harris
- Anthony Anderson como Mahalik
- Kevin Hart como CJ
- Carmen Electra como Holly
- Beau Mirchoff como Robbie
- Cloris Leachman como Mrs. Norris
- Dr. Phil como ele mesmo
- Shaquille O'Neal como ele mesmo
- James Earl Jones como narrador
- Holly Madison como ela mesma
- Bridget Marquardt como ela mesma
- Kendra Wilkinson como ela mesma
- Edward Moss como Michael Jackson

## Recepção

### Crítica
O Metacritic, que usa uma média ponderada, atribuiu ao filme uma pontuação de 40 em 100, baseado em 23 críticos, indicando críticas "mistas ou médias". No site agregador de críticas Rotten Tomatoes, 37% das  resenhas dos críticos são positivas.

### Comercial
Em seu fim de semana de abertura, o filme arrecadou um total de US$ 40,2 milhões.